# Підприємницькі економічні теорії
Підприємницькі економічні теорії (теорії підприємництва) (англ. Entrepreneurship Theories).
Важливу роль у розробці підприємницьких теорій розвитку зіграли роботи Йозефа А. Шумпетера . Основним поняттям теорій є поняття підприємницької функції, носіями якої є фізичні особи — підприємці.
Суть економічного розвитку полягає в підвищенні гнучкості і різноманітності форм економічної діяльності. Розвиток відбувається в силу того, що зміни, які протікають в окремих підприємствах і областях, в цілому сприяють становленню більш мобільних і диверсифікованих регіональних економік.
Основною рушійною силою розвитку, згідно з цими теоріями, є інноваційний процес. Різні теорії по-різному формулюють концепцію інновацій, трактуючи їх як пошук нових об'єднань, імпровізацію. Найпоширеніше застосування підприємницьких теорій — підтримка сприятливого для підприємницької та промислової діяльності середовища.